# Łacińska diecezja mińska 1798–1869

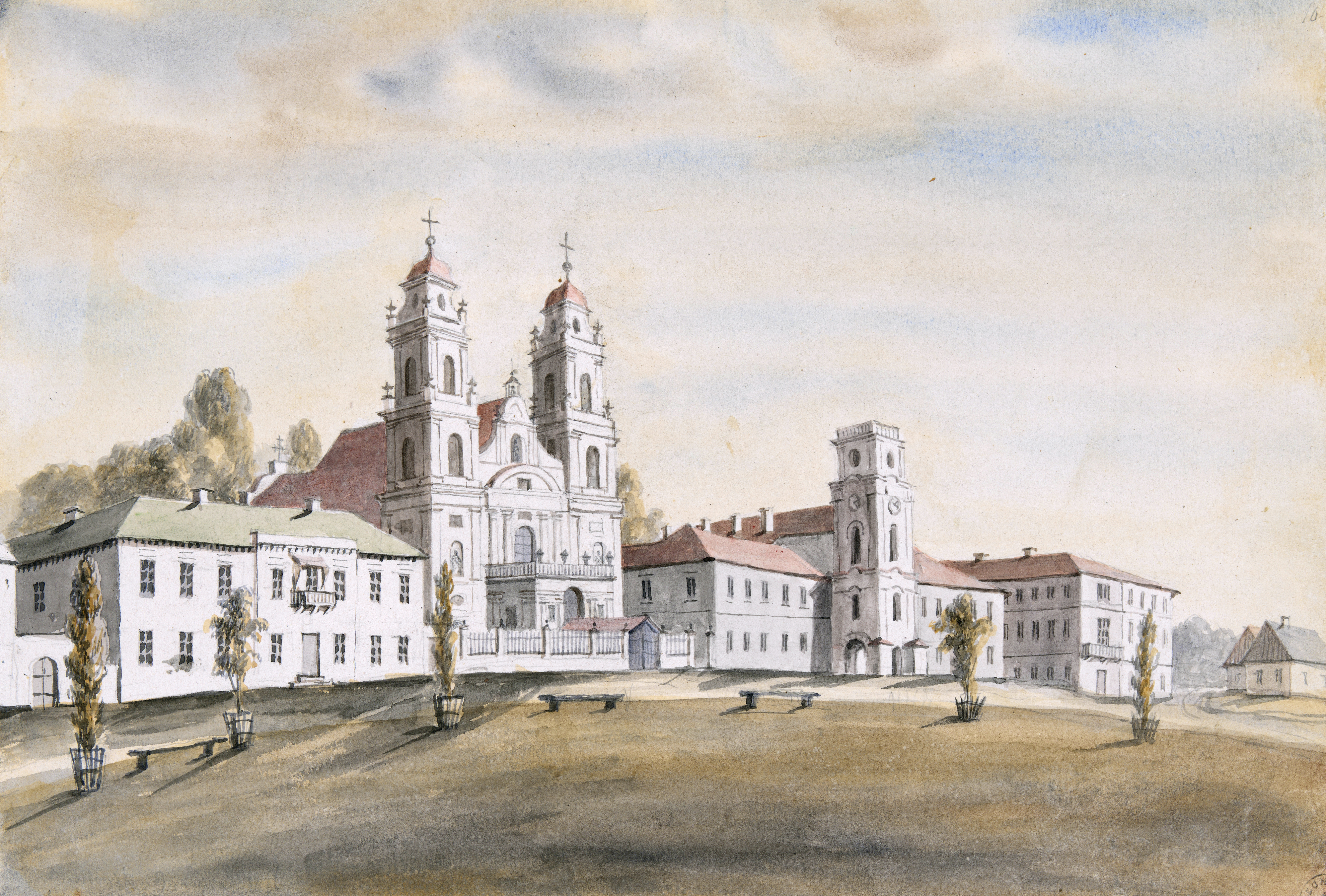
Katedra w Mińsku

Łacińska diecezja mińska – jednostka terytorialna Kościoła rzymskokatolickiego, której stolicą było miasto Mińsk. Została powołana ukazem carskim 28 kwietnia (11 maja) 1798 roku i zatwierdzona przez Stolicę Apostolską dekretem z 29 lipca (11 sierpnia) 1798 roku. Zniesiona ukazem carskim w 1869 roku.
Diecezja mińska została utworzona na terenach dzisiejszej Białorusi, podległych w XIX wieku Cesarstwu Rosyjskiemu jako ziemie zaboru rosyjskiego. Granice jej zakreślały trójkąt, którego północnym (górnym) wierzchołkiem było ujście Drysy do Dźwiny, a podstawą – linia na południe od Prypeci. Obejmowała obszar guberni mińskiej, graniczyła z diecezją wileńską, łucką, żytomierską i mohylewską. W ramach administracji kościelnej diecezja mińska wchodziła w skład metropolii mohylewskiej. Jej obszar w początkowym okresie istnienia wynosił ponad 90 tys. km².
Diecezja mińska została utworzona w oparciu o sieć parafii uformowaną w wiekach XIV-XVIII. Najsilniejszy jej rozwój przypadł na XVII stulecie, tak że wspólnota katolicka w guberni mińskiej w chwili powstania diecezji była już grupą głęboko zakorzenioną w lokalnej społeczności. Katolicy żyli tu wśród licznej grupy wiernych innych wyznań i religii. Dominowali unici, których liczba przekraczała 500 tysięcy, katolików rzymskich było dwa razy mniej. Grupa wiernych prawosławnych, którzy z czasem mieli rosnąć w siłę, początkowo była stosunkowo słaba, liczyli oni poniżej 100 tysięcy osób. Rozmieszczenie parafii katolickich w diecezji nie było równomierne. Najwięcej było w północno-zachodniej jej części, najgęściej zaludnionej przez katolików obrządku rzymskiego. Części wschodnia i południowa charakteryzowały się nieproporcjonalnie mniejszym ich udziałem.
Po 1772 roku w Rosji pojawił się problem uporządkowania spraw religijnych. Przyczyną były rozbiory Rzeczypospolitej w latach 1772, 1793, 1795, w następstwie których w skład cesarstwa weszły polskie kościelne struktury administracyjne. W Cesarstwie Rosyjskim sieci administracji państwowej i kościelnej pokrywały się, dlatego w roku 1798 w granicach guberni mińskiej uformowano nową diecezję na ziemiach administrowanych dotąd przez katedrę wileńską (wraz z niewielkimi obszarami wyjętymi spod zarządu diecezji łuckiej i kijowskiej). Struktury diecezji mińskiej tworzyło w 1798 roku 10 dekanatów, 95 parafii, 61 filii, 120 kaplic, 36 klasztorów męskich i 5 żeńskich. Wraz z diecezją zostało także utworzone seminarium i kapituła. Pierwszym biskupem został Jakub Ignacy Dederko. Na katedrę przeznaczono kościół pojezuicki, który został odnowiony dzięki staraniom pierwszego biskupa.
Proces rozwoju diecezji trwał do roku 1832, gdy po raz pierwszy spadły na nią carskie represje. Po stłumieniu powstania listopadowego w 1832 roku władze carskie pozbawiły zakonników administrowania większości parafii, dokonały kasaty licznych klasztorów i zakonów w diecezji. W roku 1839 wprowadzono ograniczenia w budowaniu nowych świątyń. Rok 1842 przyniósł ukaz o kasacie majątków kościelnych, skazując kler na urzędnicze pensje, wypłacane przez władzę cywilną, co tym silniej uzależniło księży i zakonników od państwa. W tymże 1842 roku, wraz z reformą administracyjną w Cesarstwie Rosyjskim, zmianie uległy granice diecezji. Dwa dekanaty, administrowane dotąd przez Mińsk, oddano pod kuratelę wileńską, w zamian otrzymano również dwa dekanaty, które zajmowały jednak mniejszy obszar. Nowe granice diecezji zatwierdził konkordat z roku 1847. Ostateczne sporządzenie wykazu parafii po reformie administracyjnej odwlekło się aż do roku 1855. Zmiany granic diecezji w 1842 roku powodowały zmniejszenie się administracji diecezjalnej, która od tej pory systematycznie kurczyła się, aż do ostatecznej likwidacji diecezji w roku 1869. Na skutek represji po powstaniu styczniowym zamknięto wiele kościołów, inne zamieniono na cerkwie. Znacznie spadła liczba parafii, a ich przeciętny obszar w końcowym okresie istnienia diecezji zwiększył się o ponad połowę w porównaniu do roku 1798. Okres po powstaniu styczniowym był schyłkowym dla diecezji. Została skasowana w roku 1869. Tereny, nad którymi sprawowała opiekę, włączono z powrotem do diecezji wileńskiej.

## Katolicy w Cesarstwie Rosyjskim w drugiej połowie XVIII wieku

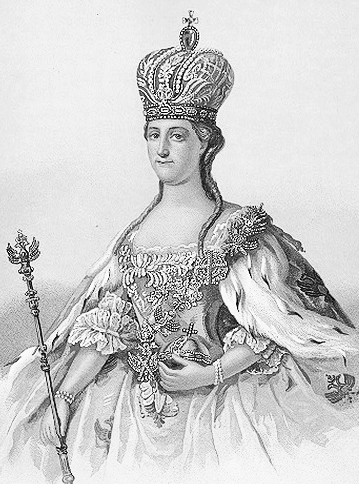
Katarzyna II

### Katolicy w Rosji przed I rozbiorem Rzeczypospolitej

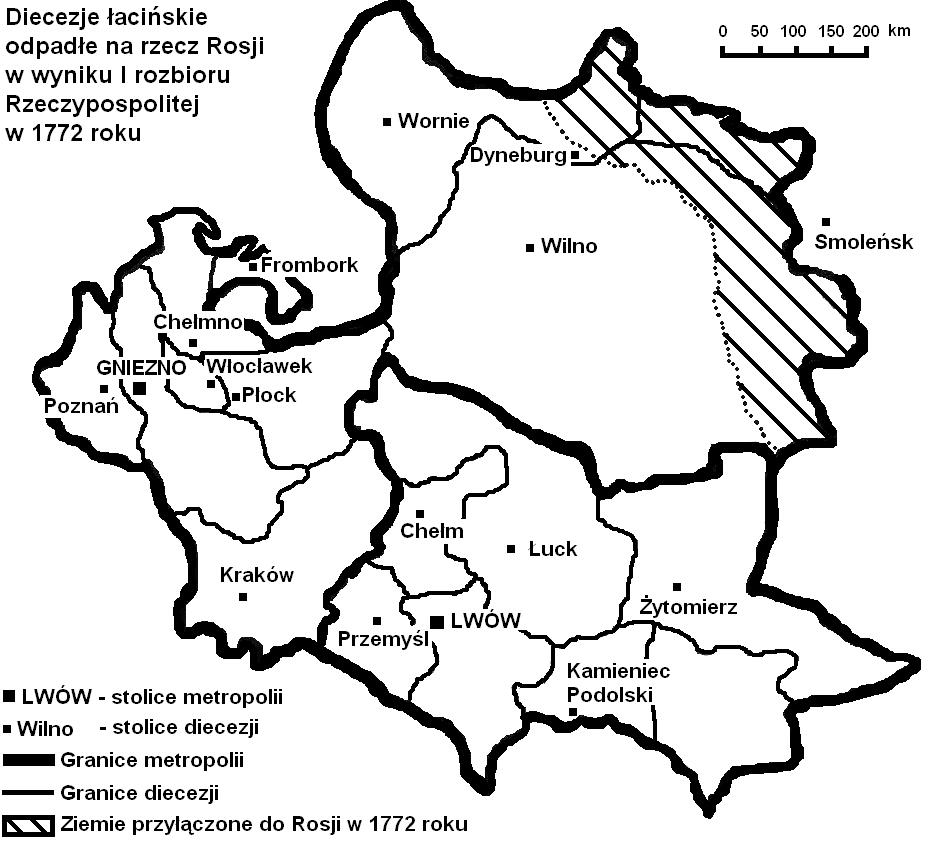
Części diecezji wileńskiej i inflanckiej, włączone do Rosji w 1772 roku

W połowie XVIII wieku w prawosławnym Cesarstwie Rosyjskim mieszkało około 10 tys. katolików łacińskich. Byli to wyłącznie cudzoziemcy – Niemcy, Francuzi, Włosi i Polacy. Skupiali się wokół kościołów w Moskwie i Petersburgu, a także w koloniach poselstw zagranicznych, robotniczych, fabrycznych i kupieckich.
Katolickie placówki misyjne działające w różnych częściach Cesarstwa Rosyjskiego podlegały Kongregacji Rozkrzewiania Wiary. Ukazem Katarzyny II z 6 (19) listopada 1766 roku misje i gminy katolickie zostały podporządkowane Justic-Kolegium inflancko-estońsko-finlandzkiemu. 12 (25) lutego 1769 roku cesarzowa podpisała Reglament, Dannyj Sanktpetersburgsoj Rimsko-Katoličeskoj Cerkvi, określający warunki działalności gmin katolickich w Rosji.
W następstwie I rozbioru Rzeczypospolitej w 1772 roku Rosja powiększyła swoje terytorium o około 92 tys. km², na których mieszkało około 1,3 mln ludności, w tym około 100 tys. katolików rzymskich i około 800 tys. katolików obrządku greckiego. Pod względem struktur administracyjnych Kościoła rzymskokatolickiego Rosji przypadła diecezja smoleńska oraz części wileńskiej i inflanckiej, należące do prowincji kościelnej gnieźnieńskiej.

### Polityka Katarzyny II wobec katolików. Biskupstwo białoruskie
Wraz z przyłączeniem do Rosji zdominowanych przez ludność katolicką wschodnich terytoriów Rzeczypospolitej na skutek I rozbioru powstał problem organizacji Kościoła katolickiego. Przewidując żądania Kurii Rzymskiej oraz mając negatywny stosunek do papiestwa, Katarzyna II zdecydowała się na samodzielne rozwiązanie tej kwestii. Nie uznając zwierzchnictwa papieża nad Kościołem katolickim w Cesarstwie Rosyjskim oraz pragnąc wyeliminować wszelkie wpływy zewnętrzne nad nim w Rosji, Katarzyna II ukazem z 22 listopada (5 grudnia) 1773 roku powołała na ziemiach zabranych biskupstwo białoruskie ze stolicą w Mohylewie nad Dnieprem. Na biskupa wyznaczyła oddanego sobie Stanisława Bohusza Siestrzeńcewicza, biskupa sufragana wileńskiego, który miał realizować wytyczne jej polityki wobec Kościoła katolickiego i jego wyznawców. Biskup na rozkaz carycy m.in. nie ogłosił breve Klemensa XIV o kasacie zakonu jezuitów, bowiem Katarzyna II uważała, że zakon pozytywnie wpłynie na rozwój oświaty w Rosji. Mając władzę nad zakonami w Rosji, Siestrzeńcewicz otworzył w Połocku nowicjat dla jezuitów. Biskupstwo białoruskie nie otrzymało sankcji kanonicznych od Stolicy Apostolskiej, ponieważ zostało utworzone niezgodnie z zasadami prawa kanonicznego.
W latach siedemdziesiątych XVIII wieku Katarzyna II wprowadziła ograniczenia w kontaktach duchowieństwa katolickiego w Rosji ze Stolicą Apostolską, poddała duchowieństwo zakonne biskupowi białoruskiemu oraz zakazała metropolicie Kościoła greckokatolickiego, który pozostał w Rzeczypospolitej, objęcia jurysdykcją katedry unickiej w Połocku. Zaistniało realne zagrożenie dla wyznawców obrządku greckokatolickiego, bowiem w Petersburgu zastanawiano się, czy nie obsadzić na biskupstwie unickim biskupa prawosławnego. Ukaz z 13 (26) lipca 1780 roku określił politykę Katarzyny II wobec Kościoła greckokatolickiego w Rosji, skazując go na stopniowe wchłanianie przez Kościół prawosławny. Wskutek takiej działalności cesarzowej papież, obawiając się skasowania unii i utraty około 1,2 mln wiernych, był zmuszony do szukania dróg porozumienia z Katarzyną II. Stosunki dyplomatyczne między Rosją a Stolicą Apostolską zostały nawiązane po tym, jak 17 (30) stycznia 1782 roku cesarzowa utworzyła samowładnie arcybiskupstwo mohylewskie na czele z Siestrzeńcewiczem. Archidiecezja mohylewska obejmowała swymi granicami całą Rosję, nie posiadała sufraganii. Kwestia ta miała być w przyszłości rozwiązana. Uposażenie metropolity stanowiła pensja rządowa w wysokości 10 tys. rubli srebrnych. Żeby położyć kres niepewnej sytuacji w stosunkach Rosji ze Stolicą Apostolską, cesarzowa zażądała od papieża zatwierdzenia nowego arcybiskupstwa. Po trwających ponad rok rokowaniach papież ostatecznie uprawomocnił arcybiskupstwo mohylewskie bullą Onerosa pastoralis officii datowaną dniem 15 kwietnia 1783 roku.

### II i III rozbiór Rzeczypospolitej i ich konsekwencje. Biskupstwa pińskie i latyczowskie

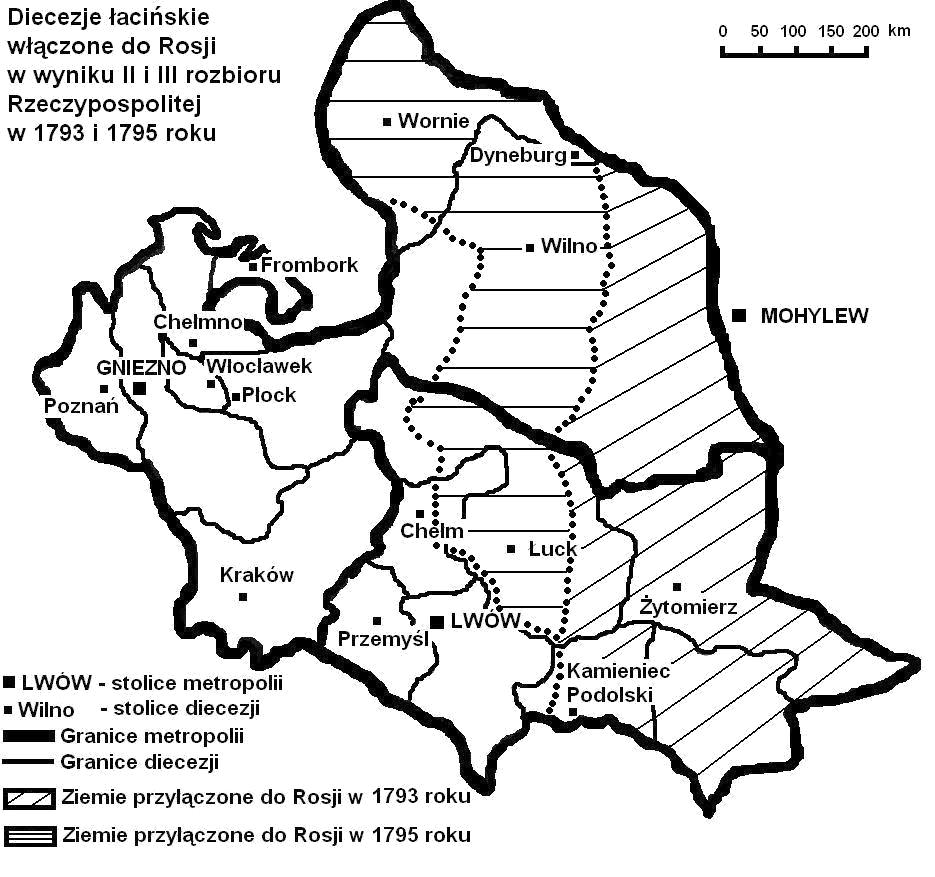
Części diecezji wileńskiej, żmudzkiej, kamienieckiej, łuckiej oraz całe diecezje inflancka i kijowska włączone do Rosji w latach 1793 i 1795

Na skutek II i III rozbioru Polski Rosja wchłonęła około 370 tys. km² terytorium, zamieszkanego przez około 5,6 mln ludności, w tym około 2 mln katolików rzymskich i około 800 tys. grekokatolików. Pod względem podziału administracyjnego diecezji rzymskokatolickich Rzeczypospolitej w wyniku II i III rozbioru do Rosji zostały przyłączone z prowincji kościelnej lwowskiej diecezja kijowska, kamieniecka oraz większa część diecezji łuckiej, która została rozczłonkowana kordonami wszystkich trzech państw zaborczych. Z prowincji kościelnej gnieźnieńskiej w granicach Rosji znalazła się pozostała część diecezji inflanckiej, prawie całe diecezje wileńska i żmudzka.
Po przyłączeniu do Rosji w latach 1793 i 1795 części diecezji wileńskiej, żmudzkiej, kamienieckiej, łuckiej oraz całej diecezji inflanckiej i kijowskiej należało zreorganizować dotychczasowe struktury terytorialne Kościoła katolickiego w Cesarstwie Rosyjskim. Sprawa ta stała się bardzo pilną, bowiem wszyscy zaborcy zabronili biskupom wykonywania jurysdykcji poza granicami swego państwa. Po zajęciu Litwy, zgodnie z obowiązującą praktyką, wysłana została delegacja hołdownicza wszystkich grup społecznych, w tym i kleru wileńskiego, do Petersburga w celu złożenia homagium i przedstawienia dezyderatów społeczeństwa. W ramach tej delegacji biskup inflancki Jan Nepomucen Kossakowski podsunął rządowi myśl powiększenia diecezji inflanckiej kosztem rozległej wileńskiej. Tymczasowo sprawy kościelne na terytorium przyłączonym do Rosji wskutek II i III rozbioru Rzeczypospolitej uporządkował ukaz Katarzyny II z 6 (19) września 1795 roku, który zniósł biskupstwa wileńskie, łuckie, kamienieckie i kijowskie. Utworzone zostały niekanoniczne biskupstwa inflanckie ze stolicą w Wilnie (biskupem został J. N. Kossakowski), pińskie oraz latyczowskie, biskupstwo żmudzkie nadal funkcjonowało bez zmian. Kossakowski natomiast wyjechał do Grodna, gdzie się skupiały wszystkie sprawy administracyjne kraju. Za pozwoleniem gubernatora Mikołaja Repnina i Katarzyny II biskup ubiegał się u papieża o uznanie aktów wrześniowych, ale bez powodzenia.

## Ludność i wyznania Mińszczyzny w XIX wieku
Pod względem wyznaniowym obszar diecezji mińskiej na przełomie XVIII/XIX wieku zamieszkiwali katolicy dwóch obrządków: łacińskiego (głównie Polacy) i unickiego (Białorusini). Ci ostatni, stanowiący przed rozbiorami Rzeczypospolitej na tym obszarze zdecydowaną większość ludności, w dobie rozbiorów, w trakcie realizowanej przez Katarzynę II polityki zniszczenia unii, pod silną presją władz i duchowieństwa prawosławnego, zostali włączeni do Kościoła panującego w Rosji. Od tego czasu prawosławie ponownie stało się dominującym wyznaniem na tych terenach. Świadczyć o tym może utworzenie prawosławnej eparchii mińskiej. W znacznej liczbie, zarówno w miastach, jak i na wsi, występowali wyznawcy religii mojżeszowej – żydzi. W drugiej połowie XIX wieku, zwłaszcza po powstaniu styczniowym, mocno przerzedzona została społeczność rzymskokatolicka na Białorusi. Na skutek tego łacinnicy, którzy jeszcze w pierwszej połowie XIX wieku zajmowali drugie miejsce wśród wyznań w guberni mińskiej, w drugiej połowie stulecia znaleźli się na trzecim miejscu, po wyznawcach prawosławia i religii mojżeszowej. W latach sześćdziesiątych XIX wieku ludność katolicka w diecezji mińskiej wynosiła niewiele ponad 200 tys. Odnotowując w kolejnych dziesięcioleciach straty, około 1900 roku stanowiła zaledwie 3% ludności guberni mińskiej.

## Reorganizacja struktury Kościoła łacińskiego Rzeczypospolitej w Cesarstwie Rosyjskim

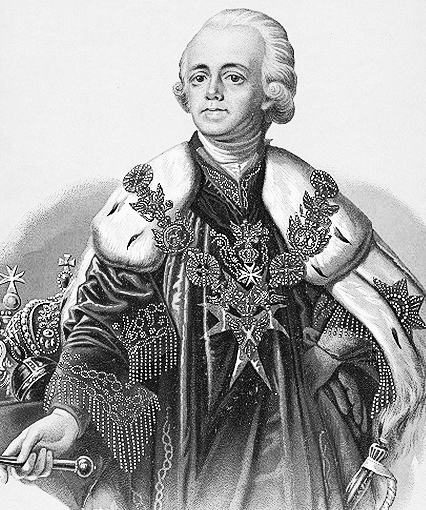
Paweł I

Po śmierci Katarzyny II i objęciu tronu przez cara Pawła I w Cesarstwie Rosyjskim doszło do ostatecznej i trwałej organizacji struktur Kościoła katolickiego. Stosunek Pawła I do katolików i papiestwa różnił się od polityki realizowanej przez jego matkę – Katarzynę II, ale w kwestiach priorytetowych nowy car nie odstąpił od wcześniejszych założeń polityki kościelnej cesarzowej. Kościół w Rosji nadal miał funkcjonować bez podlegania jakimkolwiek wpływom z zewnątrz. Ze względu na ogólną sytuację międzynarodową (zajęcie przez Napoleona Państwa Kościelnego) Kuria Rzymska była skłonna do ustępstw w sprawie Kościoła katolickiego w Rosji.
Ze strony Pawła I przyjaznym gestem było przyrzeczenie załatwienia spraw kościelnych w Rosji w porozumieniu z Rzymem. Wznowione zostały rokowania, które rozpoczęła jeszcze pod koniec życia Katarzyna II. Ułożono się także w sprawie przysłania do Petersburga przedstawiciela Stolicy Apostolskiej, Wawrzyńca Litty, ale nie w charakterze oficjalnego nuncjusza. Po przyjeździe Litty do Rosji w połowie 1797 roku rokowania w imieniu cesarza prowadził kanclerz Aleksandr Bezborodko. Litcie nie udało się przeforsować projektu Stolicy Apostolskiej odnośnie do reorganizacji Kościoła w Rosji. Projekt ten przewidywał: przywrócenie dawnych diecezji łacińskich sprzed I rozbioru Rzeczypospolitej (z wyjątkiem smoleńskiej), przywrócenie biskupom swobody wykonywania prawowitej jurysdykcji, zmianę hierarchii, modyfikację w rozgraniczeniu diecezji, za zgodą papieża, według reguł kanonicznych oraz stosownie do duchownych potrzeb wiernych, zwrot biskupom, kapitułom i seminariom dóbr skonfiskowanych przez Katarzynę II, zachowanie wszystkich zakonów podług ich reguł, ducha i dyscypliny.
Po trwających prawie rok rokowaniach nowy ustrój hierarchiczny Kościoła katolickiego w cesarstwie Rosyjskim został uregulowany ukazem Pawła I z 28 kwietnia (11 maja) 1798 roku O ustanowieniu w Rosji dla wyznających wiarę Rzymską sześciu diecezji; o utrzymaniu Arcybiskupa, Biskupów i przy nich Sufraganów i Oficjałów Generalnych; o podawaniu spraw z Konsystorzy na apelację; o zależności rang i stanowisk kościelnych, a także Seminariów i szkół od Archirejów; o zakazie przyjmowania bądź lokowania Cudzoziemskich Duchownych; o mianowaniu Arcybiskupa Mohylewskiego na Metropolitę; o jego przebywaniu i o nie utrzymywaniu przez niego kontaktów z Obcymi państwami bez pozwolenia Najwyższej władzy. Ukazem tym w Cesarstwie Rosyjskim, na bazie dawnej struktury organizacyjnej Kościoła rzymskokatolickiego z czasów Rzeczypospolitej, urządzona została nowa organizacja terytorialna łacińska. Nowa prowincja kościelna mohylewska, obejmująca swymi granicami imperium rosyjskie, składała się z arcybiskupstwa mohylewskiego, z siedzibą metropolity w Mohylewie nad Dnieprem, któremu podlegało 6 diecezji sufraganialnych. Były to diecezje: wileńska, żmudzka, łucka i żytomierska (diecezje złączone kanonicznie osobą biskupa), kamieniecka i mińska. Diecezje żytomierska i mińska były diecezjami nowymi, utworzonymi w 1798 roku, zniesiono w tym roku diecezję inflancką i kijowską (diecezja smoleńska została skasowana w 1783 roku w momencie ustanowienia arcybiskupstwa mohylewskiego). Nuncjusza Littę postawiono przed faktem dokonanym. Zdając sobie sprawę z trudności sytuacji, dla dobra Kościoła katolickiego w imperium Romanowów, nadał ukazowi sankcję kanoniczną, ogłaszając 29 lipca (11 sierpnia) 1798 roku 10 dekretów.

## Erekcja diecezji mińskiej
Projekt utworzenia diecezji mińskiej został wysunięty jeszcze w Rzeczypospolitej. Pojawił się on w pierwszej połowie XVII wieku. Zawarty został w prywatnym projekcie z 1631 roku franciszkanina Wojciecha Dembołowskiego, w formie krótkiego memoriału został przedstawiony wraz z załączoną mapą Kongregacji Rozkrzewiania Wiary. Dembołowski proponował w nim z uwagi m.in. na rozległość polskich diecezji utworzenie nowych dwunastu. Stolicami ich miały być Mińsk Litewski, Grodno, Piotrków Trybunalski, Warszawa, Lublin itd. Projekt ten był przedmiotem obrad Kongregacji Rozkrzewiania Wiary. Z powodu wielu przewidywanych trudności (m.in. ekonomicznych, konieczności zwiększenia liczby miejsc w senacie) nie miał on większych szans.

### Ukaz Pawła I z 28 kwietnia (11 maja) 1798 roku

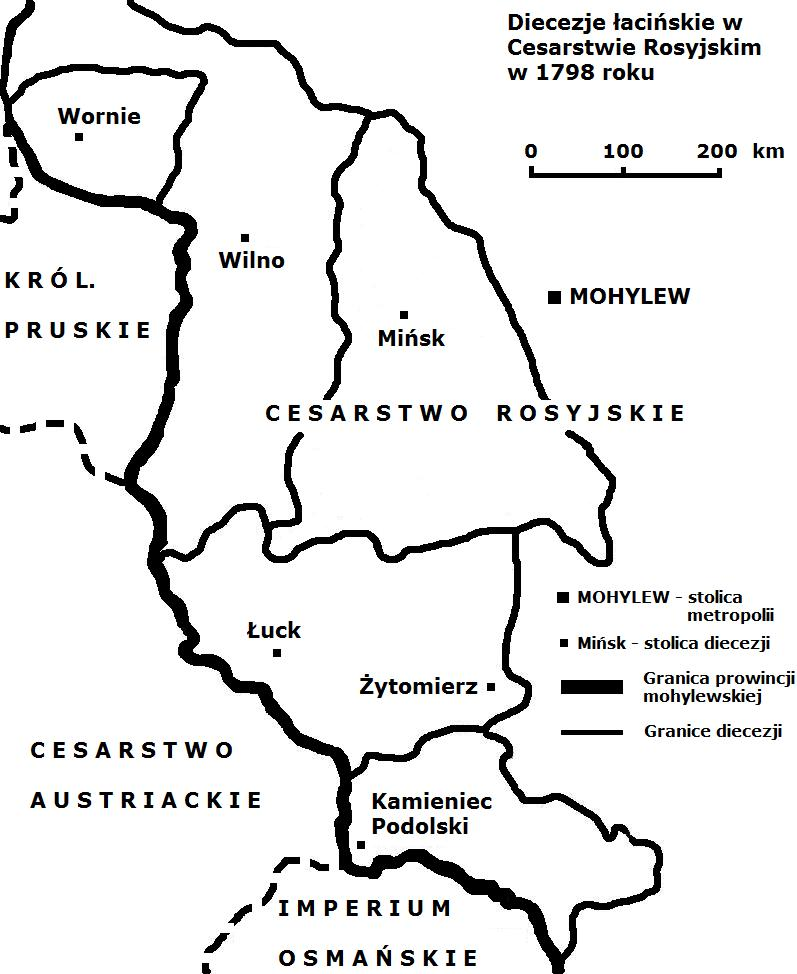
Diecezje łacińskie w Cesarstwie Rosyjskim powołane ukazem Pawła I z 1798 roku

Ukazem Pawła I z 28 kwietnia (11 maja) 1798 roku została erygowana diecezja mińska: jak głosił ukaz [...] 1) W Cesarstwie Wszechrosyjskim, dla wyznawców wymienionej wiary [rzymskokatolickiej], mają być sześć diecezji. [...] 6. Diecezja Mińska w Guberni o tejże nazwie. [...] [Na biskupa] w Mińsku [mianowano] Prałata Jakuba Dederkę, dla którego na utrzymanie go z domami i katedrami przeznaczono 6 000 rubli z sum, wyznaczonych ze Skarbca na utrzymanie w Państwie Duchownych innych wyznań.
Zgodnie z ukazem Pawła I diecezja mińska została uformowana w granicach guberni mińskiej. Na południu diecezja mińska graniczyła z diecezją łucką i żytomierską, od wschodu i północy – z archidiecezją mohylewską, od zachodu – z wileńską i łucką.

### Zatwierdzenie diecezji mińskiej przez Stolicę Apostolską
29 lipca (11 sierpnia) 1798 roku nuncjusz Wawrzyniec Litta ogłosił 10 aktów, nadając sankcje kanoniczne ukazowi z 28 kwietnia (11 maja) 1798 roku. Dekret In omnes agri Dominici partes dotyczył powołania diecezji mińskiej. Papież Pius VI [...] zaproponował, aby z tej części, która została oddzielona od diecezji Wileńskiej, ukształtowaliśmy w jego Apostolskim imieniu i władzy nową diecezję. Za Mińskiem jako przyszłą stolicą diecezji przemawiała ta okoliczność, że w owym [mieście] wiele znajduje się kościołów: pojezuicki pod wezwaniem Imienia Marii, parafialny, kościoły należące do dominikanów, braci mniejszych zakonu św. Franciszka, karmelitów, benedyktynów, bernardynów, bonifratrów, braci zakonu św. Rocha, benedyktynek, franciszkanek, bazylianek. Z punktu widzenia władz rosyjskich miasto Mińsk zostało wybrane na stolicę nowo utworzonej diecezji, gdyż było stolicą guberni – siedzibą władz cywilnych, i w celu łatwiejszej komunikacji z miejscowymi magistraturami cywilnymi zostało także wyznaczone na siedzibę biskupa – przedstawiciela władzy kościelnej diecezji mińskiej. Kościół pojezuicki pod wezwaniem Imienia Marii został wyznaczony na katedrę.
15 listopada 1798 roku zarządzenia W. Litty zyskały sankcję papieża Piusa VI w bulli Maximus undique pressi calamitatibus. W zasadzie diecezja mińska została utworzona z obszaru diecezji wileńskiej. Spośród 94 parafii (nie licząc parafii przy katedrze mińskiej), jakie weszły w skład diecezji mińskiej w 1798 roku, 90 (95,7%) to parafie należące do diecezji wileńskiej sprzed 1772 roku: Berezyna borysowska, Berezyna ihumeńska, Błoń, Bobownia, Bobrujsk, Borysów, Buda (vel Budsław), Chołchła, Chołopienicze, Choromce, Chotajewicze, Chożów, Cimkowicze, Dawidgródek, Dokszyce, Dołhinów, Druja, Dubrowa, Duniłowicze, Dziedziłowicze, Dzisna, Głębokie, Hajno (vel Stajno), Hłusk, Horodyszcze pińskie, Ikaźń, Ilia, Iwieniec, Kajdanów, Kamień, Kiemierzów, Kimbarówka (vel Sambora), Kleck, Kopyl, Korzeń, Kościeniewicze, Krasne Sioło, Krzywicze, Kurzeniec, Lachowicze, Lebiedziew, Łachwa, Łohiszyn, Łohojsk, Łużki, Miadzioł Koronny, Mikołajewicze, Mińsk (parafia Świętej Trójcy), Miory, Mołodeczno, Mozyr, Niedźwiedzice, Nieśwież, Olkowicze, Parafianów, Petryków, Pierszaje, Pohost, Postawy, Prozoroki, Radoszkowicze, Raków, Rzeczyca, Serafin, Słuck, Spas, Starczyce, Stołbce, Śmiłowicze, Świerżeń, Udział, Uzda, Wołkołata, Wołma (vel Starzyny), Zadoroże, Zadziew, Zamoście (vel Zamostaje), Zasław, Ziembin. W okresie 1772–1798 w ramach diecezji wileńskiej powstały parafie Dziedziłowicze, Gródek, Ihumeń, Kopatkiewicze, Koroleszczewicze, Łuczaj, Mosarz, Okołów, Omniszew, Rubieżewicze, Świsłocz. Oprócz wymienionych parafii w skład diecezji mińskiej weszło 59 filii i 119 kaplic, należących przedtem do diecezji wileńskiej. Z diecezji łuckiej do diecezji mińskiej weszły dwie parafie: Lubieszów i Pińsk (2 filie i 1 kaplica). Z diecezji kijowskiej przyłączono również dwie parafie: Jurewicze i Ostrohladowicze. W 1798 roku diecezja mińska liczyła 95 parafie (łącznie z parafią przy katedrze), 61 filii oraz 120 kaplic.
W ramach prowincji kościelnej mohylewskiej diecezja mińska pod względem wielkości terytorium plasowała się na trzecim miejscu wśród diecezji rzymskokatolickich w Cesarstwie Rosyjskim. Ustępowała największej obszarowo archidiecezji mohylewskiej oraz diecezji wileńskiej, przewyższała dwie inne diecezje: kamieniecką, a zwłaszcza żmudzką prawie pięciokrotnie.

## Zmiany granic diecezji w 1847 roku

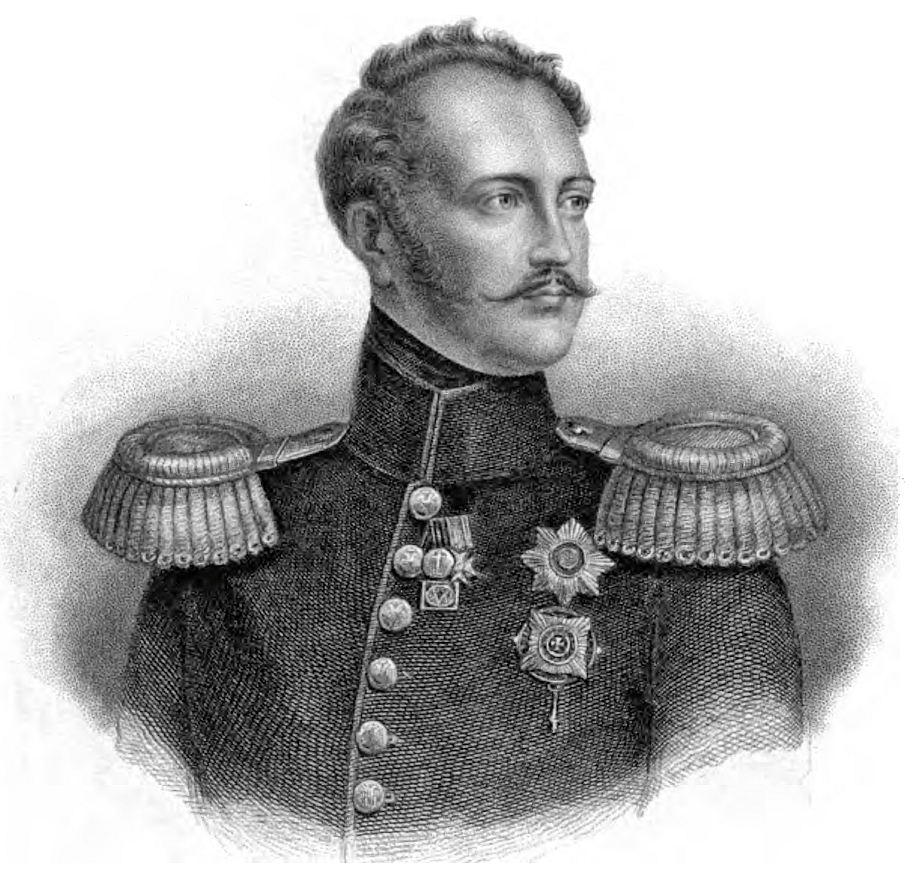
Mikołaj I

Stabilizacja ustroju diecezjalnego Kościoła katolickiego w Rosji trwała pół wieku. W 1845 roku car Mikołaj I przybył do Rzymu. Stosunki ze Stolicą Apostolską pogarszały się od czasu powstania listopadowego, po którym nastąpiła kasata zakonów w rosyjskich guberniach zachodnich w 1832 roku. W 1839 roku nastąpiła likwidacja Kościoła unickiego w Cesarstwie Rosyjskim. W latach 1841–1844 miała miejsce sekularyzacja i kasacja majątków kościelnych. W latach 1842–1843 w Cesarstwie Rosyjskim została przeprowadzona reforma administracyjna. Granice guberni mińskiej uległy modyfikacji. Do guberni wileńskiej zostały przeniesione dwa powiaty – wilejski i dziśnieński, natomiast z guberni wileńskiej do mińskiej – powiat nowogródzki. Ta zmiana granic pociągała za sobą zmianę granic kościelnych wszystkich diecezji, w tym także i mińskiej.
Audiencja Mikołaja I u papieża w grudniu 1845 roku świadczyła o wyraźnym dążeniu cara do poprawy stosunków z papiestwem. Zarówno „żandarm Europy”, jak i papież pokładali nadzieje w tym spotkaniu. Papież czuł się zagrożony z powodu rewolucyjnego ruchu Risorgimento w Italii, dlatego był zmuszony do szukania sojuszników. Car natomiast dążył do udowodnienia Europie, że Rosja jest państwem, gdzie przestrzega się zasad tolerancji religijnej. Wszystkie podniesione wyżej kwestie doprowadziły do rokowań, przy czym zagadnienia dotyczące Kościoła katolickiego w Rosji omawiane były kompleksowo, poruszona została także sprawa Kościoła unickiego. Kwestia rozgraniczenia diecezji w Cesarstwie Rosyjskim była przedmiotem czterech spośród dwudziestu pięciu konferencji, jakie miały miejsce w okresie od 1 marca 1847 roku do ostatecznego zamknięcia rokowań 3 sierpnia 1847 roku. Rząd rosyjski, przedstawiając nowe rozgraniczenia diecezji, zaprezentował je na mapie, spodziewając się szybkiego załatwienia sprawy. Chciał tylko dostosować w cesarstwie granice diecezji do nowych granic guberni powstałych po reorganizacji w 1842 roku oraz utworzyć nową diecezję rzymskokatolicką na południu, widząc w tym możliwość osłabienia wpływów polskich.
Strona papieska obawiała się, że w przyszłości ewentualne, kolejne, zmiany granic administracyjnych znów spowodują konieczność modyfikacji w strukturze administracyjnej Kościoła rzymskokatolickiego. Zwracała przy tym uwagę na fakt, że prawo kanoniczne sprzeciwia się takiej zależności. Istniejąca w Rosji struktura organizacyjna Kościoła łacińskiego miała jeszcze młodą metrykę, liczącą zaledwie pół wieku. Rzym chciał mieć dla każdej przyszłej diecezji spis wszystkich parafii oraz innych kościołów dla zamieszczenia ich w bulli rozgraniczającej lub przynajmniej w dekretach wykonawczych. W 1798 roku W. Litta tego nie dokonał, co utrudniało Rzymowi szybkie reagowanie na bezprawia caratu w stosunku do Kościoła katolickiego. Sprawa diecezji łacińskich w cesarstwie załatwiona została ostatecznie w toku dziesiątego posiedzenia w dniu 7 stycznia 1847 roku.
W następstwie konkordatu, podpisanego między Stolicą Apostolską a Rosją dnia 3 sierpnia 1847 roku, uległa zmianie dotychczasowa struktura organizacyjna kościoła łacińskiego w Cesarstwie Rosyjskim, gdzie odtąd w miejsce sześciu rzymskokatolickich diecezji funkcjonować miało siedem. Punkt czwarty artykułu pierwszego konkordatu głosił, że diecezja mińska obejmuje gubernię mińską w jej obecnych granicach. W artykule drugim zaznaczono, że rozciągłość i granice diecezji zostaną określone w bulli rozgraniczającej. Dekrety wykonawcze będą zawierały liczbę i nazwy parafii każdej diecezji w Cesarstwie Rosyjskim. Zostaną one przedstawione do zatwierdzenia Stolicy Apostolskiej.
Wprowadzenie w życie bulli rozgraniczającej papieża Piusa IX Universalis Ecclesiae cura, datowanej dniem 3 sierpnia 1848 roku, uległo czasowej zwłoce na skutek przeszkód stawianych przez rząd rosyjski. Reorganizacja diecezji nastąpiła w latach 1849-1854. Egzekutorem bulli Stolica Apostolska mianowała Ignacego Hołowińskiego, koadiutora mohylewskiego, który w 1852 roku, po śmierci arcybiskupa Kazimierza Dmochowskiego, został metropolitą mohylewskim. Do pomocy wyznaczono mu biskupa wileńskiego Wacława Żylińskiego, który, z upoważnienia Hołowińskiego, przeprowadził rozgraniczenie diecezji mińskiej, wileńskiej i żmudzkiej. Wykaz parafii diecezji mińskiej został ostatecznie przedstawiony w 1855 roku.
Po odejściu dekanatów wilejskiego i dziśnieńskiego do diecezji wileńskiej oraz po przyłączeniu do diecezji mińskiej dekanatów nowogródzkiego i stwołowickiego, znajdujących się przedtem w granicach diecezji wileńskiej, obszar diecezji mińskiej zwiększył się o około 737 km². Po zmianie granic powierzchnia jej wynosiła 91212 km². Na skutek tych zmian diecezja mińska pod względem obszaru awansowała w prowincji kościelnej mohylewskiej na drugie miejsce po archidiecezji mohylewskiej i przesunęła się przed diecezję wileńską (80845 km²). W tych granicach funkcjonowała do 1869 roku, kiedy została zniesiona ukazem carskim.

## Władze diecezji

### Biskupi ordynariusze
Przez prawie 70 lat istnienia diecezja mińska była obsadzana biskupami ordynariuszami tylko trzy razy: w latach 1798–1816, 1831–1839 oraz 1853–1869. Rządzili nią łącznie tylko przez 42 lata. Pierwszym biskupem diecezji był Jakub Ignacy Dederko (1751–1829), drugim – Mateusz Lipski (1770?–1839), trzecim i ostatnim – Adam Wojtkiewicz (1796–1870). Spośród trzech biskupów ordynariuszy diecezji mińskiej dwóch – Dederko i Wojtkiewicz – zostało odsuniętych od zarządu diecezją decyzją cara.

#### Jakub Ignacy Dederko
Jakub Ignacy Dederko był biskupem mińskim w latach 1798–1816. Został mianowany ukazem Pawła I z 28 kwietnia (11 maja). 15 (28) listopada 1798 roku otrzymał sakrę biskupią z rąk sufragana mohylewskiego Jana Benisławskiego. Po uroczystym wjeździe do Mińska zajął się organizacją nowej diecezji. Zabiegał o fundusze na sufraganię, uposażył kapitułę, wyznaczając dla prałatów i kanoników jako uposażenie dochody z bogatszych parafii, ozdobił katedrę, wybudował zakrystię katedralną, urządził konsystorz, założył w stolicy swojej diecezji Towarzystwo Dobroczynności, klasztor dominikanów w Mińsku przerobił na rezydencję dla biskupa mińskiego. W 1810 roku z woli rządu uroczyście inaugurował akademię jezuicką w Połocku.
W 1812 roku biskup rozwinął aktywną działalność patriotyczną. Ogłoszenie przez Dederkę Konfederacji Obywateli Mińskich w dniu 19 lipca 1812 roku, jego wyjazd do Głębokiego celem złożenia hołdu cesarzowi Napoleonowi i jednocześnie zaangażowanie się jego w sprawy Kościoła unickiego ściągnęły na biskupa gniew Aleksandra I. Nie biorąc pod uwagę tego, że Dederko został nagrodzony przez rząd rosyjski orderami św. Anny I stopnia i św. Włodzimierza II stopnia, biskup został pozbawiony władzy nad diecezją ukazem carskim z dnia 16 maja 1816 roku oraz zesłany do Ołyki, gdzie miał zamieszkać przy kolegiacie. Pozostawał tam pod nadzorem biskupa łuckiego. Był to pierwszy biskup katolicki w Rosji pozbawiony na początku XIX wieku zarządu diecezją (przez blisko 13 lat, do śmierci) i skazany na zesłanie.

#### Mateusz Lipski

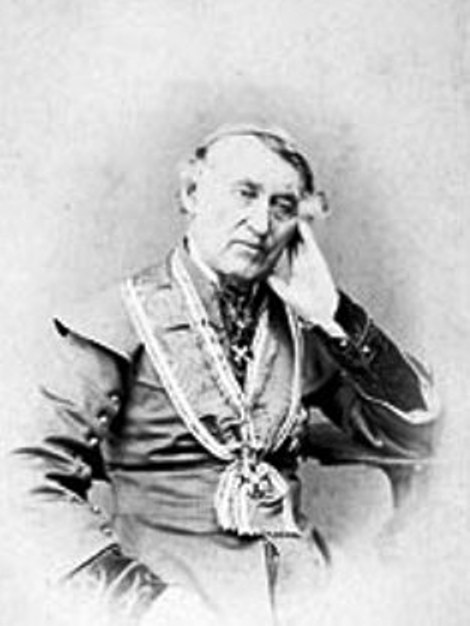
Adam Wojtkiewicz

Mateusz Lipski był administratorem diecezji mińskiej w latach 1827-1831, biskupem mińskim w latach 1831-1839. W 1823 roku został prekonizowany na biskupa pomocniczego połockiego z tytułem Aureliopolis, w 1824 roku otrzymał sakrę biskupią. W 1827 roku, mimo sprzeciwu biskupa łucko-żytomierskiego Kacpra Kazimierza Cieciszowskiego, ale za zgodą deportowanego biskupa Dederki, został administratorem diecezji mińskiej. W 1831 roku mianowano go biskupem mińskim. Ingres odbył dopiero w 1833 roku – po stłumieniu powstania listopadowego. Za rządów Lipskiego, w ramach represji popowstaniowych, w diecezji mińskiej skasowano 23 klasztory spośród 35 istniejących oraz doprowadzono do likwidacji Kościoła unickiego w 1839 roku.

#### Adam Wojtkiewicz
Adam Wojtkiewicz był biskupem mińskim w latach 1852-1869. Został prekonizowany 18 marca 1852 roku. 23 stycznia 1853 roku przyjął w Petersburgu sakrę biskupią. Podczas jego rządów miało miejsce powstanie styczniowe, po którego upadku w ramach represji carskich 27 lipca 1869 roku diecezja mińska została zniesiona i włączona do diecezji wileńskiej. Wojtkiewicz został wezwany do Wilna przez generała-gubernatora Aleksandra Potapowa. Prośby biskupa o powrót do Mińska celem uporządkowania spraw zniesionej diecezji spotkały się z odmową władz rosyjskich. Po jej skasowaniu Wojtkiewicz rezydował w Wilnie i pełnił funkcje biskupie do śmierci w 1870 roku.

### Biskupi sufragani
Diecezja mińska miała tylko jednego sufragana, mimo że ukaz Pawła I z 28 kwietnia (11 maja) 1798 roku powołał do życia sufraganię stołeczną w Mińsku. Nie była ona w zasadzie obsadzaną z braku funduszy, a państwo, mimo zobowiązań, przyjętych w Konkordacie z 1847 roku, nie zamierzało ich realizować.

#### Jan Chrzciciel Masclet
Jan Chrzciciel Masclet pochodził z Francji. Po wstąpieniu do zakonu franciszkanów studiował w Wilnie, gdzie otrzymał święcenia kapłańskie. Prowadził działalność duszpasterską w swojej ojczyźnie, a od 1791 roku – w Rosji. W 1798 roku został kanonikiem mohylewskim, w 1809 roku – mińskim. Pełnił funkcje proboszcza w Marienhausie (Inflanty) oraz asesora Kolegium Duchownego. Dnia 26 września 1814 roku został prekonizowany biskupem tytularnym Camachus i sufraganem mińskim dzięki staraniom biskupa Jakuba Dederki, który zebrał fundusze na sufraganię. Sakrę biskupią przyjął 24 czerwca 1817 roku. Przypuszczalnie zmarł około 1836 roku.

### Administratorzy
W okresach, kiedy diecezja nie miała biskupa ordynariusza, na stolicy w Mińsku rezydowali administratorzy, wyznaczani przez rząd carski. Brak szczegółowo opracowanych biogramów administratorów diecezji mińskiej, literatura zawiera skąpe informacje na ich temat.

#### Stefan Poźniak
Stefan Poźniak w pierwszej połowie XIX wieku był proboszczem parafii w Wołmie i pełnił funkcję kanonika kantora przy katedrze mińskiej. Administrował diecezją mińską w latach 1816-1824, po deportacji biskupa Jakuba Ignacego Dederki.

#### Józef Kamiński
Józef Kamiński w pierwszej połowie XIX wieku był proboszczem parafii w Iwieńcu oraz kanonikiem kantorem przy katedrze mińskiej. W 1824 roku został wyznaczony na administratora diecezji mińskiej i pełnił tę funkcję do 1827 roku.

#### Paweł Rawa
Paweł Rawa w pierwszej połowie XIX wieku był prałatem mińskim. W latach 1839–1853, po śmierci biskupa Mateusza Lipskiego, administrował diecezją mińską. Po kasacie unii w 1839 roku Rawa zawarł umowę z byłym biskupem unickim, później prawosławnym – Antonim Zubko. Na mocy tej umowy wszyscy katolicy obrządku łacińskiego, których rodzice należeli do obrządku greckiego od 1798 roku, powinni być uważani za prawosławnych. Rząd carski uznał tę umowę za wielką zasługę, dlatego Paweł Rawa stał się, z punktu widzenia władz, godnym kandydatem na biskupa mińskiego. Pozostawał jednak nominatem, bowiem Stolica Apostolska została szczegółowo poinformowana o umowie z biskupem prawosławnym i nie chciała go kanonicznie zatwierdzić. W okresie rządów Rawy miała miejsce kasata majątków kościelnych, zarówno klasztornych, jak i parafialnych.

### Kapituła
Dla biskupstwa mińskiego została utworzona, zgodnie z prawem kanonicznym, kapituła. W Mińsku, podobnie jak i w innych kapitułach diecezjalnych, początkowo funkcjonowało staropolskie prawo kapituł koronnych. Wymagało ono od kandydatów szlachectwa. Prałaci i kanonicy musieli przedłożyć jej odpowiednie dokumenty.
Kapituła, na której czele stał biskup, składała się z sześciu prałatów i tyluż kanoników. Stanowiska prałatów ustanowiono w dekrecie Litty w następującej hierarchii: pierwsze po biskupie miejsce miał prepozytor (proboszcz kościoła słuckiego), drugie – archidiakon (proboszcz borysowski), trzecie – dziekan (proboszcz nieświeski), czwarte – scholastyk (proboszcz radoszkowicki), piąte – kustosz (proboszcz ikaźnieński), szóste – kantor (proboszcz miński). Dla sześciu kanoników zostało przeznaczonych sześć beneficjów: dla proboszczów kościołów iwienieckiego, dokszyckiego, cimkowickiego, lachowickiego, niedźwiedzickiego oraz kleckiego. Prałaci i kanonicy mieli przebywać przy kapitule, opiekę zaś nad ich parafiami sprawowali wikariusze.
Na rzecz kapituły przeznaczono 12 beneficjów: słuckie, borysowskie, nieświeskie, radoszkowickie, ikażnieńskie, mińskie, iwienieckie, dokszyckie, cimkowickie, lachowickie, niedźwiedzickie, kleckie. Po śmierci beneficjenta biskup dołączał jego beneficjum do masy kapitulnej, z której mogliby korzystać kolejni prałaci i kanonicy, przy czym wyznaczał także środki dla utrzymania proboszczów dwunastu wyżej wymienionych parafii.
Do posługi w kapitule wyznaczono sześciu mansjonarzy, dla których ustanowiono następujące beneficja: hajneńskie, kamienieckie, berezyńskie, zadorożeńskie, miadziolskie, wołkołackie, bobrujskie, duniłowickie, chożowskie. Mansjonarze zajmowali się opieką nad wiernymi, usługiwali biskupom, prałatom i kanonikom oraz służyli przy czytaniu i śpiewaniu podczas nabożeństw w katedrze. Roczne wynagrodzenie mansjonarzy stanowiło połowę rocznego wynagrodzenia prałatów i kanoników. Mansjonarze nie wchodzili w skład kapituły i nie mieli głosu podczas jej posiedzeń. Po śmierci mansjonarza biskup przyłączał jego beneficjum do masy kapitulnej.

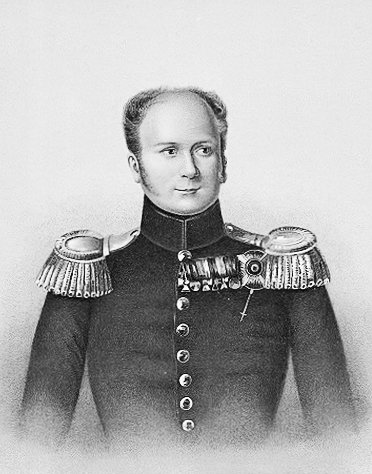
Aleksander I

Od ustanowienia Kolegium Duchownego w Petersburgu w 1801 roku kapituły katedralne co trzy lata zobowiązane były do delegowania do stolicy państwa ze swego grona jednego prałata lub kanonika w charakterze asesora.
Od czasów Aleksandra I państwo zaczęło wywierać wpływ na obsadę godności w kapitułach w Cesarstwie Rosyjskim. Faktycznie od 1810 roku nominacja na godność w kapitule zależała od cara (potwierdzone ustawodawstwo z 1817 roku). Biskup ordynariusz układał listę nominacyjną na prałatury i kanonie i przedstawiał ją Głównemu Urzędowi Obcych Wyznań. Zapadająca tam opinia o kandydatach miała decydujące znaczenie. Ostateczna nominacja leżała w gestii cara.
Z upaństwowieniem dóbr duchowieństwa w Rosji majątki ziemskie kapituł katedralnych przeszły na skarb państwa, z którego wyznaczone zostało ich uposażenie. Ukazem z 1 (14) stycznia 1843 roku biskupstwa i kapituły zostały podzielone na trzy klasy. Wszystkie kapituły katedralne zostały zredukowane do sześciu prałatur (prepozytura, dziekania, archidiakonia, kustodia, kantoria i scholasteria) i trzech kanonii gremialnych (kaznodzieja, wicekustosz, senior). Kapitułę katedralną w Mińsku, podobnie jak w Żytomierzu, Łucku i Kamieńcu Podolskim, zaliczono do III klasy, tak jak i biskupstwo mińskie. Biskup ordynariusz otrzymywał roczną pensję państwową w wysokości 4480 r.s., zaś sufragan 2000 r.s. Kapituła mińska pobierała 4120 r.s., z tego prałaci pobierali uposażenie w wysokości po 200 r.s. każdy. Niższe uposażenie mieli kanonicy gremialni: kaznodzieja – 150 r.s., wicekustosz i senior po 125 r.s. Mansjonariusze pobierali po 110 r.s.
Ze względu na występujące długotrwałe wakaty na stolicach biskupich szczególnego uprawnienia nabrała kwestia wyboru wikariusza kapitulnego. Powodowało to, że jego rola bardzo wzrosła. Sprawa wyboru wikariusza kapitulnego była przedmiotem pertraktacji w toku rokowań konkordatowych w 1847 roku. Rosja chciała włączyć do konkordatu wzmiankę o zatwierdzaniu przez rząd wikariuszy kapitulnych. Stolica Apostolska nie zgodziła się na to.

### Konsystorz
Dla ograniczenia władzy biskupiej w każdej diecezji Cesarstwa Rosyjskiego istniał konsystorz, który składał się z oficjała, wiceoficjała i trzech asesorów. Do konsystorza wchodziły również osoby świeckie: sekretarz, stołonaczelnik (niższy urzędnik), registrator, archiwariusz i sekretarz kurii. Sekretarz konsystorza był mianowany przez ministra spraw wewnętrznych, pełnił funkcje zaufanego rządu. Uczestników duchownych konsystorza wybierał biskup, ale musiał, za pośrednictwem Kolegium Duchownego, uzyskać zgodę od ministra spraw wewnętrznych na mianowanie oficjała, wiceoficjała i asesorów. Mniejszych co do ważności urzędników biskup zatwierdzał sam po przedstawieniu kandydatów sekretarzowi konsystorza.
Konsystorzowi wyznaczono 2500 r.s. rocznie. Oficjał otrzymywał roczną pensję w wysokości 200 r.s., asesorzy – po 150 r.s., sekretarz – 400 r.s., stołonaczelnik – 180 r.s., registrator – 130 r.s., sekretarz kurii – 180, wiceoficjał i archiwariusz nic nie otrzymywali. Oprócz wyznaczonej przez rząd pensji prałaci i kanonicy pobierali dożywotni dodatek w wysokości od 500 do 100 r.s.

## Dekanaty diecezji mińskiej

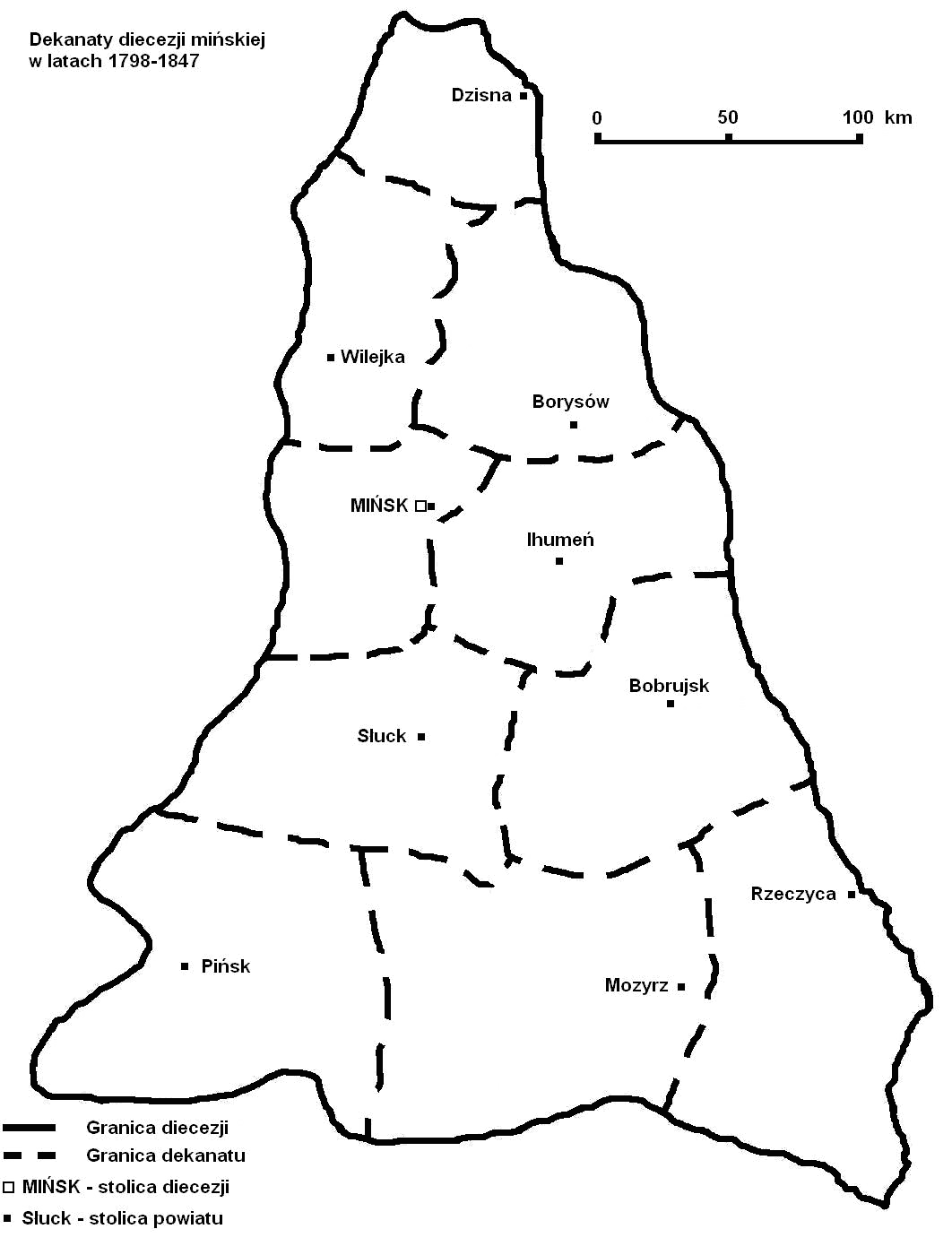
Granice dekanatów diecezji mińskiej w latach 1798-1847

### Granice dekanatów
Rozporządzenie rządowe z dnia 12 lipca 1796 roku polecało, aby granice dekanatów pokrywały się z granicami powiatów celem łatwiejszej komunikacji z miejscowymi magistraturami cywilnymi. Teoretycznie ukaz Pawła I z 28 kwietnia (11 maja) 1798 roku tworzenie i rozgraniczenie dekanatów pozostawił w gestii biskupów, w praktyce natomiast biskup musiał wziąć także pod uwagę rozporządzenie z 12 lipca 1796 roku.
Gubernia mińska, w granicach której została zamknięta diecezja mińska, podzielona była na dziesięć powiatów: miński, borysowski, ihumeński, bobrujski, słucki, piński, mozyrski, rzeczycki, dziśnieński, wilejski. Granice siedmiu z dziesięciu dekanatów pokrywały się zupełnie z granicami powiatów. Były to dekanaty: miński, borysowski, ihumeński, bobrujski, słucki, rzeczycki oraz dziśnieński. Wyjątki stanowiły dekanaty: piński, obejmujący swoimi granicami powiat piński i zachodnią część (parafie Dawidgródek i Łachwa) powiatu mozyrskiego, mozyrski, pomniejszony o parafie włączone do dekanatu pińskiego, oraz dekanat wilejski, którego połowa obszaru parafii Zadziew znajdowała się w powiecie święciańskim w guberni wileńskiej. Wszystkie dekanaty otrzymały nazwy od siedzib powiatów. W drugim roku istnienia diecezji mińskiej dekanat miński został podzielony na miński miejski i miński w powiecie.
W latach 1842–1843 w Cesarstwie Rosyjskim została przeprowadzona reforma administracyjna. W jej wyniku gubernia mińska zmieniła swoje granice na północy i zachodzie. Powiaty dziśnieński i wilejski odeszły do guberni wileńskiej, natomiast z guberni wileńskiej do mińskiej przyłączono powiat nowogródzki, którego granice początkowo obejmowały dwa dekanaty: nowogródzki i stwołowicki. Na mocy rozporządzenia z dnia 12 lipca 1796 roku należało po zmianie granic guberni mińskiej dopasować do jej granic diecezję o tejże nazwie. Zmiany te zostały kanonicznie zatwierdzone podczas podpisania konkordatu z Rosją w 1847 roku.
W okresie między reformą administracyjną a podpisaniem konkordatu powstał dekanat nadniemeński. Źródła nie podają dokładnej daty jego utworzenia. J.B. Chodźko w swojej pracy: Diecezja mińska około 1830 roku nie wspominał o nim. Dekanat ten natomiast wymieniony został w schematyzmie diecezji mińskiej z 1842 roku. Został on wydzielony z dekanatu mińskiego w powiecie i części dekanatu ihumeńskiego (parafia Uzda). Po powstaniu dekanatu nadniemeńskiego w granicach powiatu mińskiego istniały trzy dekanaty: miński miejski, miński w powiecie i nadniemeński.
W latach sześćdziesiątych XIX wieku dekanat mozyrski (wschodnia część) został połączony z dekanatem rzeczyckim. Dekanat morzysko-rzeczycki obejmował swoimi granicami powiat rzeczycki i wschodnią część mozyrskiego (fragment zachodni należał do dekanatu pińskiego). Po kasacie prawie wszystkich parafii dekanatu stwołowickiego (łącznie ze Stwołowiczami) został utworzony dekanat o nazwie nowogródzko-stwołowicki, który pokrywał się z granicami powiatu.

### Zmiany nazw i liczby dekanatów
W 1798 roku diecezja mińska liczyła 10 dekanatów: miński, borysowski, ihumeński, bobrujski, słucki, piński, mozyrski, rzeczycki, dziśnieński, wilejski. W 1800 roku diecezja składała się z 11 dekanatów. Doszedł dekanat miński w powiecie.
Po przeprowadzeniu reorganizacji diecezji mińskiej około 1850 roku liczyła ona 12 dekanatów: miński miejski, miński w powiecie, nadniemeński, borysowski, ihumeński, bobrujski, słucki, piński, mozyrski, rzeczycki, nowogródzki i stwołowicki. Dwa ostatnie w ramach powiatu nowogródzkiego przyjęła diecezja mińska z diecezji wileńskiej. W takim składzie dekanatów diecezja przetrwała do upadku powstania styczniowego, wskutek którego nastąpiły kasaty kościołów w Cesarstwie Rosyjskim. W 1864 roku został zlikwidowany dekanat stwołowicki. Stało się to w wyniku połączenia dekanatów stwołowickiego z nowogródzkim. Dekanaty mozyrski i rzeczycki zostały połączone w dekanat morzysko-rzeczycki. Przyczyną był pożar w 1862 roku, który zniszczył kościół w Rzeczycy, siedzibie dziekana, oraz likwidacja parafii w Jurewiczach w 1866 roku. Przedtem dekanat rzeczycki liczył trzy parafie, po zamknięciu kościoła w Jurewiczach – tylko dwie.

### Klasy dekanatów
Dekanaty diecezji mińskiej na skutek reformy administracyjnej w Cesarstwie Rosyjskim w 1842 roku zostały podzielone na sześć klas. Za kryterium wzięto ich obszar. W klasie pierwszej znajdował się dekanat mozyrsko-rzeczycki. Był to największy dekanat (poza istniejącymi w Rosji) nie tylko w prowincji kościelnej mohylewskiej, ale także i w pozostałych prowincjach kościelnych w granicach dawnej Rzeczypospolitej. Do drugiej klasy należały dekanaty bobrujski, piński, ihumeński i borysowski. W klasie trzeciej znajdował się dekanat słucki. W czwartej klasie – dekanat nowogródzko-stwołowicki. Do klasy piątej zaliczono dwa dekanaty leżące w powiecie mińskim – nadniemeński i miński w powiecie. W ostatniej, szóstej, klasie mieścił się trzeci dekanat w powiecie mińskim – miński miejski. Około 1842 roku średnia wielkość dekanatu w diecezji mińskiej była największa w prowincji kościelnej mohylewskiej (w granicach dawnej Rzeczypospolitej). Największe terytorialnie dekanaty położone były na południu i wschodzie diecezji.
Zmiany, jakie miały miejsce w drugiej połowie XIX wieku, były stosunkowo niewielkie i wynikały głównie z powodu łączenia dekanatów wskutek znoszenia kościołów parafialnych.

## Parafie diecezji mińskiej
| Czas powstania parafii | Diecezja | Liczba parafii |
| ---------------------- | -------- | -------------- |
| Do 1772 roku           | wileńska | 79             |
| Do 1772 roku           | łucka    | 2              |
| Do 1772 roku           | kijowska | 2              |
| 1772-1798              | wileńska | 11             |
| 1772-1798              | łucka    |                |
| 1772-1798              | kijowska |                |
| razem:                 | razem:   | 94             |

### Sieć parafialna w diecezji mińskiej
Erygowana w 1798 roku na ziemiach dawnej Rzeczypospolitej w zaborze rosyjskim diecezja mińska liczyła 95 parafii. Wszystkie poza czterema (Lubieszów, Pińsk, Jurewicze i Ostrohladowicze) oraz katedrą mińską, przy której parafia powstała wraz z diecezją mińską, należały do diecezji wileńskiej. Była to sieć parafialna, która na tym obszarze kształtowała się przez okres niemalże czterech stuleci, od XIV do końca XVIII wieku. Największy rozwój sieci parafii miał miejsce w XVII wieku. W XVIII stuleciu rozwój nie utrzymał już wcześniejszej dynamiki.
Diecezja mińska składała się z 90 (84,04%) parafii, które przed 1798 rokiem należały do diecezji wileńskiej. 11 z nich (11,7%) powstało w dobie rozbiorów Rzeczypospolitej, pozostałe miały starszą metrykę. Dwie parafie (2,13%) należały przed 1798 rokiem do diecezji łuckiej, dwie (2,13%) do kijowskiej. Parafie przyłączone z obu tych diecezji powstały jeszcze w okresie przed rozbiorami.

### Czas powstania parafii
Rozwój sieci parafialnej diecezji mińskiej zakończył się w dużej mierze przed jej utworzeniem. Diecezja przejęła ukształtowaną sieć parafialną z diecezji wileńskiej, łuckiej i kijowskiej. Na obszarze, który obejmowała diecezja mińska w latach 1798-1869, erygowano 111 parafii.
Najpóźniej zaczęła kształtować się sieć parafialna w dekanatach wschodnich: bobrujskim, ihumeński i borysowskim. Sieć parafialna w dekanatach północnych (wilejskim, dziśnieńskim) ustabilizowała się pod koniec XVII wieku. Prężny początkowo rozwój parafii w dekanatach zachodnich (nowogródzkm i stwołowickim) i centralnym (mińskim) uległ zahamowaniu w XVII wieku.
| Wiek               | Miejscowość | razem: |
| ------------------ | --- | ------ |
| XIV                | Hajna, Mińsk (parafia św. Trójcy), Nowogródek, Pińsk | 4      |
| XV                 | Słuck, Chołchła, Połoneczka, Kajdanów, Kopyl, Darew, Radoszkowicze, Kleck, Kroszyn, Miadzioł, Dubrowy, Wołma, Lebiedziów, Pierszaje, Horodyszcze nowogr., Krasne Sioło | 16     |
| XVI                | Buda, Ikaźń, Nieśwież, Postawy, Chożów, Kamień, Kurzeniec, Pohost, Wsielub, Krzywoszyn, Niedźwiedzice, Dziśna, Łachwa, Świerżeń, Mir | 15     |
| XVII               | Zadoroże, Lachowicze, Korzeń, Iwieniec, Dokszyce, Łohojsk, Ziembin, Bobrujsk, Mozyr, Zadwieja, Zadziew, Stołbce, Dawidgródek, Duniłowicze, Wołkołata, Ostrohladowicze, Głębokie, Zasław, Łohiszyn, Rzeczyca, Bobownia, Niehniewicze, Stwołowicze, Petryków, Snów, Berezyna ihumeńska, Miory, Nowa Mysz, Borysów, Udział, Druja, Cimkowicze, Zamoście, Starojelnia, Mikołajewicze, Horodyszcze pińskie, Hłusk, Kościeniewicze, Kiemierzów, Parafianów, Raków, Berezyna borysowska, Uzda, Starczyce, Chotajewicze, Lubieszów, Prozoroki | 47     |
| XVIII (przed 1772) | Chołopienicze, Dołhinów, Kimbarówka, Olkowicze, Spas, Jurewicze, Ilia, Swojatycze, Łużki, Śmiłowicze, Błoń, Choromce, Mołodeczno, Serafin, Krzywicze, Worończa (Iszkołdź) | 17     |
| XVIII (1772-1798)  | Łuczaj, Koroleszczewicze, Kopatkiewicze, Świsłocz, Gródek, Mosarz, Omniszew, Dziedziłowicze, Ihumeń, Mińsk (katedra), Okołów, Rubieżewicze | 12     |
| razem:             | razem: | 111    |

W 1798 roku została utworzona parafia przy nowo ufundowanej katedrze mińskiej. W XIX wieku na terenie diecezji mińskiej powstały tylko dwie parafie – w Hrozowie i Hermanowiczach. W okresie 1798–1847 diecezja mińska liczyła 97 parafii. Reforma administracyjna w Cesarstwie Rosyjskim wpłynęła na liczbę parafii diecezji mińskiej, która utraciła na rzecz diecezji wileńskiej 33 parafie dekanatów wilejskiego i dziśnieńskiego, a zyskała tylko 17 parafii dekanatów nowogródzkiego i stwołowickiego, należących przedtem do diecezji wileńskiej.

### Filie i kaplice
Kaplice na Kresach funkcjonowały przeważnie przy polskich dworach, obsługując także polskich oficjalistów. Ziemiaństwa nie było stać na wybudowanie kościoła, ale stać je było na kaplicę, ku własnej wygodzie, gdy parafia była daleko. Ważny również był czynnik ekonomiczny przy dalekich dojazdach do parafii.
Źródła i opracowania podają różne liczby filii i kaplic, które weszły w skład diecezji mińskiej w 1798 roku. Słowniki i encyklopedie utrzymują, że diecezja liczyła 48 kościołów filialnych i 174 kaplice. Taką liczbę podaje także B. Kumor. Żadne ze źródeł nie wymienia nazw miejscowości, gdzie istniały filie i kaplice w 1798 roku. Najwcześniejsza informacja o liczbie filii i kaplic pochodzi z 1802 roku. Jest to Zebranie wiadomości o stanie duchowieństwa ogólnego w Diecezji Mińskiej sporządzone przez pierwszego biskupa – J. Dederkę. Liczba 41 filii i kaplic jednak nie odpowiada liczbie podawanej w opracowaniach historycznych. Pewną liczbę filii i kaplic podaje J.B. Chodźko w pracy poświęconej diecezji mińskiej około 1830 roku. Wymienia on 60 filii i 132 kaplice, podając również miejscowości, gdzie znajdowały się kościoły filialne i kaplice. Z parafii diecezji mińskiej, jakie istniały w 1830 roku, w 33 funkcjonowały kościoły filialne, a w 50 – kaplice.
Po zmianie granic diecezji mińskiej w 1847 roku liczba filii zwiększyła się do 62, natomiast trzykrotnie spadła liczba kaplic, której spadek spowodowała utrata dekanatów wilejskiego i dziśnieńskiego posiadających gęstą sieć kaplic. Dekanat wilejski miał 13 kaplic, dziśnieński – 18. Dekanat nowogródzki, który został przyłączony do diecezji mińskiej, miał jedną kaplicę – w parafii Mir. Drugą przyczyną spadku liczby kaplic był zakaz budowania nowych kościołów i kaplic oraz odnawiania ich bez pozwolenia władz cywilnych z 16 grudnia 1839 roku. Po reorganizacji diecezji mińskiej w Cesarstwie Rosyjskim liczyła ona 62 filie i 45 kaplic. Około 1863 roku liczba filii wynosiła 37, kaplic – 146. Liczba filii spadła z 62 (w 1855 roku) do 37, natomiast liczba kaplic wzrosła prawie trzykrotnie. Po powstaniu styczniowym w diecezji mińskiej zabrano na cerkwie bądź zdegradowano do rzędu kaplic 25 kościołów filialnych.
Ze wszystkich filii i kaplic diecezji mińskiej tylko 45 otrzymało fundusz w postaci ziemi i annuat. Łącznie uposażenie filii i kaplic wynosiło 4250,5 ha ziemi oraz 6802 r.s. annuat.

### Altarie i bractwa
Około 1830 roku altarie miały kościoły w 12 parafiach: Bobrujsku, Dokszycach, Głębokim, Iwieńcu, Kamieniu, Kopylu, Lachowiczach, Lebiedziewie, Mińsku (parafia św. Trójcy), Słucku, Świerżeniu, Zadorożu. W Bobrujsku istniały dwie altarie: św. Antoniego i Szkaplerza Najświętszej Marii Panny, w Kamieniu – św. Anny, w Lebiedziewie – Niepokalanego Poczęcia Najświętszej Marii Panny, w Słucku – dwie – św. Anny i św. Marii Magdaleny. Źródła nie podają informacji na temat patronów dwóch altarii w Głębokiem i dwóch w Iwieńcu oraz altarii w Dokszycach, Kopylu, Lachowiczach, Mińsku, Świerżeniu i Zadorożu. Liczba altarii około 1830 roku wynosiła 16, z których 14 posiadało fundusz. Łączna suma kapitału wynosiła 19 675 r.s., ziemi – 997,9 ha, dusz pańszczyźnianych – 183. W 1855 roku w diecezji mińskiej istniała już tylko jedna altaria – w parafii Koroleszczewicze, powstała po 1830 roku. Brak danych o jej funduszach.
Około 1830 roku w diecezji mińskiej prowadziły działalność 34 bractwa w parafiach Chołchła (Imienia Marii), Chotajewicze (Różańca św.), Chożów (Szkaplerza NMP), Cimkowicze (Szkaplerza NMP), Dołhinów (św. Anny), Druja (św. Anny i św. Antoniego), Duniłowicze (Szkaplerza NMP), Głębokie (Trójcy św.), Hermanowicze (Przemienienia Pańskiego), Ikaźń (Różańca św.), Kajdanów (św. Anny), Kamień (Niepokalanego Poczęcia NMP), Kościeniewicze (Niepokalanego Poczęcia NMP i Opatrzności Bożej), Krasne Sioło (Bożego Ciała), Łohojsk (Najświętszego Serca Jezusa), Miadzioł (św. Anny), Mińsk – parafia św. Trójcy („Szczęśliwej Śmierci”), Miory (Różańca św.), Mołodeczno (Jezusa Nazareńskiego), Niedźwiedzice (Różańca św.), Nieśwież (Niepokalanego Poczęcia NMP i Różańca św.), Okołów (Opatrzności Bożej), Parafianów (Różańca św.), Pierszaje (Szkaplerza NMP), Pińsk (Różańca św.), Postawy (Szkaplerza NMP), Raków (Różańca św.), Słuck (Różańca św. i Szkaplerza NMP), Wołkołata (Opatrzności Bożej), Zadziew (Trójcy św.). Jedynie bractwo Szczęśliwej śmierci przy mińskiej parafii św. Trójcy posiadało dochód roczny w wysokości jednego rubla srebrnego i pięciu kopiejek. Bractwa utrzymywały się z organizowania uroczystości parafialnych oraz z ofiar wiernych. W 1855 roku w diecezji mińskiej nie istniało żadne bractwo.

### Uposażenie parafii
Uposażenie parafii składało się z ziemi, kapitałów, annuat i dusz pańszczyźnianych. W roku 1830 plebani diecezji mińskiej posiadali łącznie 153 538,7 ha ziemi, 564 439 r.s. kapitałów, 15 884 r.s. annuat oraz 4352 dusz pańszczyźnianych. Na kościół parafialny średnio przypadało: 1583 ha ziemi, 5819 r.s. kapitału, 164 r.s. annuat oraz 44 dusze pańszczyźniane.
1 stycznia 1842 roku zostało wydane Nowe rozporządzenie dotyczące diecezji rzymskokatolickich w Cesarstwie Rosyjskim. Majątki kościelne zostały skasowane. Sumami otrzymanymi z konfiskaty dóbr kościelnych zarządzało Rzymsko-Katolickie Kolegium w Petersburgu, które za pozwoleniem ministra spraw wewnętrznych wypłacało pensje duchowieństwu. Parafie zostały podzielone na pięć klas.
| Klasa | Parafie |
| ----- | --- |
| I     | Mińsk (parafia przy katedrze) |
| II    | Bobrujsk, Borysów, Nieśwież, Słuck |
| III   | Berezyna (ihumeńska), Dzisna, Głębokie, Hajno, Ikaźń, Iwieniec, Kamień, Kajdanów, Kleck, Lachowicze, Mińsk (parafia św. Trójcy), Mosarz, Radoszkowicze, Śmiłowicze, Wołkołata, Zadoroże |
| IV    | Cimkowicze, Dołhinów, Dubrowy, Duniłowicze, Kopyl, Korzeń, Kościeniewicze, Krasne Sioło, Łohiszyn, Łuczaj, Miadzioł, Mikołajewicze, Miory, Mozyr, Niedźwiedzice, Nowa Mysz, Okołów, Olkowicze, Parafianów, Petryków, Pohost, Postawy, Prozoroki, Raków, Rubieżewicze, Rzeczyca, Swojatycze, Uzda, Wołma (Starzyny), Zadziew, Zasław |
| V     | Berezyna borysowska, Błoń, Bobownia, Chołchła, Chołopienicze, Choromce, Chotajewicze, Chożów, Dawidgródek, Dokszyce, Dziedziłowicze, Gródek, Hermanowicze, Hłusk, Horodyszcze pińskie, Hrozów, Ihumeń, Ilia, Jurewicze, Kiemierzów, Kopatkiewicze, Koroleszczewicze, Krzywicze, Kurzeniec, Lebiedziew, Łohojsk, Mołodeczno, Omniszew, Ostrohladowicze, Pierszaje, Serafin, Spas, Starczyce, Stołbce, Świerżeń, Świsłocz, Zamoście, Ziembin |

Proboszczowie parafii I klasy otrzymywali po 600 r.s. rocznie. W diecezji mińskiej ten przywilej posiadał tylko proboszcz katedry mińskiej. Proboszcz parafii II klasy otrzymywał 500 r.s. rocznie. Takich parafii, według tabel statystycznych J.B. Chodźki, było 4. X.Y.Z. [W. Sułkowski] podaje, że liczba parafii należących do II klasy wynosiła 5, jednak nie wymienia nazw tych parafii. Parafii przypisanych do klasy III z roczną pensją 400 r.s. było 16. Parafii IV klasy, gdzie proboszczowie otrzymywali rocznie po 275 r.s., było 31. 38 parafii należało do V klasy, ich proboszczowie pobierali roczną pensję w wysokości 230 r.s. Były to parafie w mniejszych miejscowościach i wsiach. Źródła nie podają informacji o przynależności do jakiejkolwiek klasy 15 parafii dekanatów nowogródzkiego i stwołowickiego. Oprócz rocznych pensji na użytek każdego plebana przydzielono po 43,7 ha ziemi.

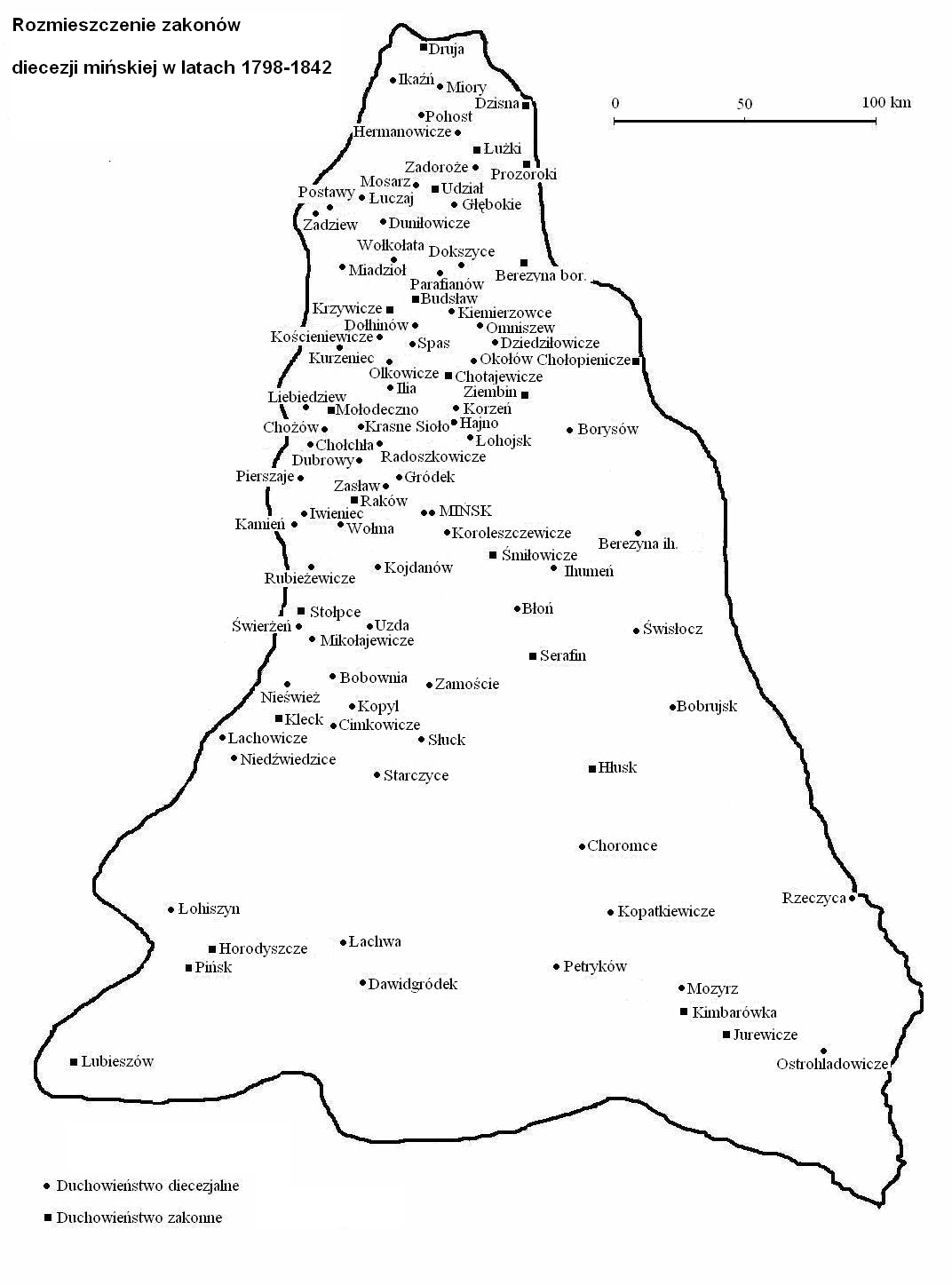
Rozmieszczenie klasztorów łacińskich w diecezji mińskiej 1798-1842

### Liczba wiernych i kapłanów w parafiach diecezji mińskiej
Źródła nie podają, ilu było kapłanów w diecezji mińskiej w 1798 roku. Około 1830 roku kapłanów w diecezji mińskiej było 213. Przeciętnie dwóch księży obsługiwało jedną parafię. Jeden kapłan przypadał na 1274 wiernych. Około 1865 roku w diecezji mińskiej pracowało 162 kapłanów, na jedną parafię przypadało 2 księży, a jeden kapłan miał pod opieką 1497 wiernych. Liczba kapłanów uległa gwałtownemu zmniejszeniu po powstaniu styczniowym z powodu wywiezienia wielu z nich na Syberię lub odsunięciu przez władze od zarządu parafią.
W 1800 roku wiernych w diecezji mińskiej było 199 597. Przy liczbie parafii 95 na jedną parafię przypadało średnio 2101 rzymskich katolików. W 1842 roku liczba parafii wynosiła 97, wiernych zaś 271 559. Na jedną parafię przypadało przeciętnie 2800 katolików. Na skutek zmiany granic diecezji mińskiej w latach 1842-1847 trzydzieści trzy parafie (104 194 wiernych) dekanatów dziśnieńskiego i wilejskiego zostały przyłączone do diecezji wileńskiej. Źródła nie podają, ilu wiernych było w nowo przyłączonych parafiach dekanatów nowogródzkiego i stwołowickiego około 1842 roku, zaś około roku 1863 liczyły one łącznie 31 317 wiernych. W latach 1863–1869 liczba wiernych diecezji mińskiej wynosiła 219 353. Parafii było 52. Na jedną parafię przypadało przeciętnie 4218 katolików.

### Kasata parafii diecezji mińskiej po powstaniu styczniowym
Według danych z 1863 roku w diecezji mińskiej było 80 parafii, 37 filie i 127 kaplic. W następstwie represji po powstaniu styczniowym zostało skasowanych 28 parafii, 21 filii i 79 kaplic.
Takie postępowanie caratu zostało spowodowane kilkoma przyczynami: duchowni katoliccy niejednokrotnie narażali się carskiemu rządowi, wygłaszając podczas powstania patriotyczne kazania w kościołach i współpracując z powstańcami, bądź też wierni brali udział w walkach powstańczych. W ramach represji wysyłano księży na Syberię, a opuszczone kościoły oddawano Kościołowi prawosławnemu, przerabiając je na cerkwie, zamykano czasowo, jeśli nie nadawały się one na cerkiew z powodu wysokich kosztów ich remontowania, przeznaczano na cele świeckie (więzienia, szkoły itd.), a nawet wyburzano. Zamykano je też, gdy wierni i duchowni nie chcieli się pogodzić z decyzjami władz, nakazującymi wprowadzenie języka rosyjskiego do nabożeństw paraliturgicznych. W przypadku diecezji mińskiej skasowano w ten sposób ponad połowę świątyń katolickich.

## Zakony w diecezji mińskiej
Działalność duszpasterską diecezji wspierały zakony. Diecezja miała w swoich strukturach zarówno zakony męskie, jak i żeńskie. Niektórym z zakonów męskich zostało powierzone prowadzenie parafii. Uposażenie zakonów składało się z ziemi, annuat, kapitału i dusz pańszczyźnianych. Łącznie zakony diecezji mińskiej posiadały 87 858,2 ha ziemi, 646 536 r.s. kapitałów, i 10 790 r.s. annuat oraz 6219 dusz pańszczyźnianych.

### Typologia zakonów na terenie diecezji mińskiej
| Zakony  | Zakony                | Zakony                | Liczba |
| ------- | --------------------- | --------------------- | ------ |
| Męskie  | Prowadzące parafie    | dominikanie           | 7      |
| Męskie  | Prowadzące parafie    | bernardyni            | 4      |
| Męskie  | Prowadzące parafie    | franciszkanie         | 4      |
| Męskie  | Prowadzące parafie    | pijarzy               | 2      |
| Męskie  | Prowadzące parafie    | trynitarze            | 2      |
| Męskie  | Prowadzące parafie    | benedyktyni           | 1      |
| Męskie  | Prowadzące parafie    | cystersi              | 1      |
| Męskie  | Prowadzące parafie    | kawalerowie maltańscy | 1      |
| Męskie  | Prowadzące parafie    | misjonarze            | 1      |
| Męskie  | Nieprowadzące parafii | bernardyni            | 6      |
| Męskie  | Nieprowadzące parafii | karmelici             | 4      |
| Męskie  | Nieprowadzące parafii | dominikanie           | 3      |
| Męskie  | Nieprowadzące parafii | benedyktyni           | 2      |
| Męskie  | Nieprowadzące parafii | franciszkanie         | 2      |
| Męskie  | Nieprowadzące parafii | bonifratrzy           | 1      |
| Żeńskie | Nieprowadzące parafii | mariawitki            | 5      |
| Żeńskie | Nieprowadzące parafii | benedyktynki          | 2      |
| Żeńskie | Nieprowadzące parafii | bernardynki           | 1      |
| Żeńskie | Nieprowadzące parafii | cysterki              | 1      |
| Żeńskie | Nieprowadzące parafii | szarytki              | 1      |
| razem:  | razem:                | razem:                | 50     |

Zakony dzieliły się na męskie i żeńskie, męskie z kolei – na te, które prowadziły parafie i te, które parafiami nie administrowały. Najbardziej zagęszczony przez zakony obszar diecezji znajdował się na północnym zachodzie i w centrum diecezji mińskiej (31 domów zakonnych). W części południowo-wschodniej występuje jedynie sześć domów, z kolei w części południowo-zachodniej – osiem, na wschodzie diecezji – pięć domów zakonnych.

### Zakony prowadzące parafie
Z 97 parafii diecezji mińskiej około 1830 roku 21 było prowadzonych przez zakony. Dominikanie administrowali parafiami w Chołopieniczach, Chotajewiczach, Drui, Rakowie, Rzeczycy, Stołpcach i Ziembinie; bernardyni – w Berezynie borysowskiej, Budsławiu, Hłusku, Jurewiczach; franciszkanie – w Pińsku, Prozorokach, Serafinie, Udziale; pijarzy – Lubieszowie, Łużkach; trynitarze – Krzywiczach, Mołodecznie; benedyktyni – w Horodyszczu pińskim; misjonarze – w Śmiłowiczach; cystersi – w Kimbarówce.
17 lipca 1832 roku Mikołaj I zatwierdził ukaz O zniesieniu niektórych klasztorów rzymskokatolickich. Kasaty były spowodowane dążeniem do wyeliminowania w Cesarstwie Rosyjskim wszelkich obcych wpływów i naleciałości zakonów, które zajmowały się prowadzeniem misji i szkolnictwem duszpasterskim. Różnorodność zakonów rzymskokatolickich była niezrozumiała dla caratu, bowiem w prawosławnej Rosji przed rozbiorami Rzeczypospolitej istniał jeden zakon męski i jeden żeński. Niechęć caratu dla zakonów łacińskich znalazła swój wyraz w przedstawionej Mikołajowi I doktrynie Uwarowa, ministra oświaty, która zawierała trzy główne punkty, określające Rosję: prawosławie, samowładczość cesarza i szlachetna narodowość Wielkorusów (prawosławie, samodierżawije, narodnost'). J.B. Chodźko w podsumowaniu swojej pracy poświęconej diecezji mińskiej przedstawił oficjalne, głoszone przez rząd, wyjaśnienie faktu przekazania prawie wszystkich parafii prowadzonych dotąd przez duchowieństwo zakonne w ręce duchownych świeckich. Przesunięcia te zostały dokonane z powodu małej liczby księży. Kasata zakonów odbywała się w dwóch etapach: w 1832 roku oraz w 1844. Te zakony, które przetrwały kasatę w 1832 roku, w 1842 roku zostały podzielone na etatowe i nadetatowe (zasztatne). Zakony etatowe otrzymywały pensje rządowe w wysokości, która zależała od klasy danego klasztoru (od I do III), klasztory nadetatowe otrzymywały pensje roczne w wysokości 40 r.s. na osobę.
Na skutek kasaty zakonów w 1832 roku administrowania parafiami zostali pozbawieni bernardyni w Berezynie borysowskiej, Hłusku, dominikanie w Chołopieniczach i Chotajewiczach, Drui, Jurewiczach, Rakowie, Rzeczycy, Stołpcach, Ziembinie, franciszkanie w Prozorokach, Serafinie, trynitarze w Krzywiczach i Mołodecznie, pijarzy w Łużkach, misjonarze w Śmiłowiczach – razem 16 parafii zostało odebranych duchowieństwu zakonnemu. Przy administrowaniu parafii pozostali bernardyni w Budsławiu, benedyktyni w Horodyszczu pińskim, cystersi w Kimbarówce, pijarzy w Lubieszowie, franciszkanie w Pińsku i Udziale. Po roku 1842 wśród przyłączonych do diecezji parafii dekanatów nowogródzkiego i stwołowickiego tylko jedna prowadzona była przez zakon: kawalerowie maltańscy sprawowali opiekę nad parafią w Stwołowiczach.

### Zakony męskie nieprowadzące parafii
W diecezji mińskiej funkcjonowało 18 klasztorów męskich, które nie administrowały żadną parafią. Umiejscowione były przeważnie w stolicach dekanatów i większych miastach: benedyktyni – w Nieświeżu i Mińsku, dominikanie – w Mińsku, Nieświeżu oraz Pińsku, franciszkanie – w Iwieńcu, Mińsku, bernardyni – w Drui, Nieświeżu, Mińsku, Mozyrzu, Słucku i Pińsku, karmelici – w Głębokiem, Pińsku, Mińsku, Miadziole Starym, bonifratrzy – w Mińsku. W tych miejscowościach parafie były obsługiwane przez kler diecezjalny.
Najwięcej klasztorów bez parafii w diecezji mińskiej miał zakon bernardynów. Z pięciu jego klasztorów trzy zostały skasowane w 1832 roku: w Mozyrzu, Pińsku i Słucku. Klasztory w Mińsku i Nieświeżu przetrwały i w 1842 roku (kasata majątków kościelnych w Cesarstwie Rosyjskim) zostały zaliczone do etatowych I klasy z roczną pensją 3185 r.s. Cztery klasztory posiadał zakon karmelitów. Klasztory karmelitańskie w Pińsku, Mińsku i Miadziole skasowano w 1832 roku, a klasztor w Głębokiem zaliczono w 1842 roku do zasztatnych, tzn. zakonnicy otrzymywali rocznie po 40 r.s. na osobę. Kolejnym pod względem liczby klasztorów był zakon dominikanów. Klasztor dominikanów mińskich został skasowany w 1832 roku, klasztor w Pińsku w 1842 roku zaliczono do zasztatnych, a w Nieświeżu – do klasy II z roczną pensja 2220 r.s. Benedyktyni i franciszkanie mieli po dwa klasztory. Po 1832 roku przetrwał tylko klasztor benedyktynów w Nieświeżu. W 1842 roku został zaliczony do II klasy (2220 r.s. rocznie). Jedyny klasztor bonifratrów – w Mińsku – został skasowany w 1832 roku. Po kasacie zakonów diecezji mińskiej w 1832 roku pozostało jedynie 6 klasztorów męskich.

### Zakony żeńskie
W diecezji mińskiej prowadziło działalność 10 zakonów żeńskich: szarytki – w Mińsku, mariawitki – w Pińsku, Mozyrzu, Słucku, Hłusku, Mińsku, benedyktynki – w Nieświeżu, Mińsku, cysterki – w Kimbarówce, bernardynki – w Mińsku. Najbardziej rozpowszechniony był zakon mariawitek, który przetrwał kasatę w 1832 roku. W 1842 roku wszystkie klasztory mariawitek zostały zaliczone do zasztatnych (40 r.s. rocznie na osobę). Do nadetatowych zaliczono również klasztor bernardynek w Mińsku. Klasztor benedyktynek nieświeskich przypisano do III klasy (1455 r.s. rocznie), mińskich – do I (2765 r.s. rocznie). Źródła nie podają informacji na temat losu klasztoru szarytek w Mińsku.